# Where's My Water?
| Відеоігри | Це незавершена стаття про відеоігри. Ви можете допомогти проєкту, виправивши або дописавши її. |

Where's My Water? (укр. Де моя вода?) — відеогра-головоломка, розроблена Creature Feep і опублікована Disney Mobile, дочірньою компанією Disney Interactive Studios. Випущена для пристроїв, що використовують операційні системи IOS від Apple, Android від Google, Windows Phone від Microsoft і BlackBerry 10.
Процес гри полягає у прокладанні гравцями маршруту для доставки запасів води до гидливого крокодила. Where's My Water? отримала високу оцінку за свій геймплей та графічний стиль, з особливим визнанням її головного героя, крокодильчика Свомпі, першого оригінального діснеєвського персонажа для мобільної гри, озвученого актором Джастіном Т. Боулером.
Гра надихнула розробників на кілька спін-офів, у тому числі: Where's My Perry?, Where's My Mickey?, Where's My Water? featuring XYY та Where's My Valentine?.
У вересні 2013 року було випущено продовження гри під назвою: «Where's My Water? 2»

## Ігровий процес
Свомпі (англ. Swampy), крокодил, що живе в міській системі каналізації, ненавидить забруднення, але всякий раз, коли він намагається прийняти ванну, Кренкі (англ. Cranky), інший крокодил, що живе в каналізації, руйнує потік води до домівки Свомпі. Метою гри є доставка води до входу, що веде до ванної Свомпі. Гравці використовують сенсорний екран на пристрої, щоб копатись у землі та перенаправляти воду до ванної крокодила. У деяких рівнях воду потрібно прокладати через інші труби, або вона повинна взаємодіяти з механізмами для того, щоб відкрити марщрут до входу. Коли необхідна кількість води досягає ванної, рівень завершується та відкривається наступний. Також у кожному рівні є три гумові качки, що розкидані по всій локації, які можуть бути зібрані при поглинанні певної кількості води. Деякі рівні містять приховані об'єкти, поховані в землі. При знаходженні вони потряпляють у колекцію трофеїв гравця. Деякі рівні також містять й інші об'єкти та види рідин, які можуть послужити гравцеві як загроза/перешкода, так і як допомога в проходженні рівня:
- Зелені водорості — об'єкт у першій та другій частині серії ігор «Where's My Water?». Особливість їх полягає в тому, що при контакті з водою водорості розростаються, при цьому вбираючи воду. Якщо на них потрапить отрута, то водорості знищуються. При контакті зі слизом водорості перетворюються на камінь. В «Історії Кренкі» (англ. Cranky's Story) від них треба очистити тарілку Кренкі, щоб той зміг поїсти.
- Отрута — рідина фіолетового кольору, що з'являлається у першій та другій частині гри. Її потрібно провести до Кренкі, щоб очистити його їжу від водоростей. Отрутою потрібно збирати качок Кренкі, знищує качки інших персонажів. Вибухає при контакті зі слизом, при потраплянні у воду повністю «заражає» її, перетворюючи на таку ж отруту.
- Слиз — рідина світло-зеленого кольору, що є у першій та другій частині гри. Її особливість полягає в тому, що вона здатна руйнувати землю, чого не можуть інші рідини. При контакті з водоростями, вона перетворює їх на камінь. Якщо слиз змішується з водою, то частина води зникає. Але зникає також і сам слиз. При контакті з отрутою відбувається вибух, який може зруйнувати камінь, як бомба.
- Багнюка — рідина червонуватого кольору, у першій частині гри. Її особливість полягає в тому, що вона «вбирає» будь-яку (окрім пару) рідину. Вона не так вже швидко, але й не довго тримається і перетворюється на землю. Її можна отримати також за допомогою плям бруду на кам'яній стіні. При потраплянні будь-якої рідини, навіть пари на багнюку, вона повністю перетворюється на багнюку (першу стадію).
- Пара — не можна назвати рідиною. На відміну від них, пар постійно прагне вгору. При зіткненні з багнюкою, пара затримує (доводить до першої стадії) її, але особливого нічого не робить. При контакті пари з бурульками виходить вода. А сама пара виробляється при потраплянні води на розпечені вуглини. Пару потрібно провести до парового піаніно Еллі в «Історії Еллі» (Allie's Story). Також за допомогою пари наповнюється Парова Качка Еллі та загадкова качка Еллі в «Where's My Water?» 2. Пар нічого не зробить качці Свомпі та Кренкі.
- Камінь — матеріал, що з'явився у першій та другій частині гри. Дуже міцний. Знищити його можна вибухом, а ще його знищує Загадкова качка, коли з'являється у рівні власною персоною. Камінь утворюється при змішуванні водоростей і слизу.
- Бомба — об'єкт в першій частині гри. Головна особливість цього об'єкта полягає в тому, що при контакті з якою-небудь рідиною бомба видає писк, а потім вибухає.
- Розпечені вуглини — об'єкт в у першій та другій частині гри. Суть його полягає в тому, що у разі потрапляння води або отрути на цей об'єкт, рідини перетворяться на пару. Цей пар можна перетворити в воду за допомогою бурульок. Слиз руйнує розпечені вуглини.
- Бурульки — об'єкт у першій та другій частині гри. Пара при контакті з бурульками перетворюється на воду. Назад пару отримати можна за допомогою розпечених вуглин. Якщо яка-небудь рідина доторкнеться до бурульок, нічого не відбудеться.
- Перетворювачі - об'єкт у першій частині гри. Його суть полягає в тому, що будь-яка рідина, при потраплянні до нього, перетворюється на ту, яка намальована на перетворювачі. За допомогою важелів можна вибирати, яка рідина у яку перетвориться. Але ця функція доступна не на всіх рівнях.

Очки присуджуються за час, необхідний для завершення рівня, для збору гумових качок і для доставки більш ніж мінімальної кількості води до ванної Свомпі. Збір певної кількості гумових качок також відкриває нові групи рівнів.